# مارو سارگسیان
مارو زئنونی سارگسیان (ارمنی: Մարո Զենոնի Սարգսյան؛ زادهٔ ۲۹ نوامبر ۱۹۷۳) یک نقاش اهل ارمنستان است.

## زندگی‌نامه
پدرش زئنون سارگسیان و مادر وی آناهیت ساوایان هنرمند، سفالگر بودند. پدر بزرگ وی یپرم ساوایان، هنرمند افتخاری اتحاد شوروی و دایی اش آرمن ساویان، هنرمند ارمنی بودند. مارگو سارگسیان در بین سال‌های ۱۹۸۸ تا ۱۹۹۲ در دپارتمان نقاشی و هنرهای گرافیکی کالج دولتی هنرهای زیبای پانوس ترلمزیان، در بین سال‌های ۱۹۹۳ تا ۱۹۹۹ در کرسی نقاشی آکادمی هنرهای زیبای ایروان و در نهایت در بین سال‌های ۲۰۱۲ تا ۲۰۱۳ در CSDCA تحصیل نمود. از سال ۲۰۰۱ عضو اتحادیه هنرمندان ارمنستان، از سال ۲۰۰۲ عضو اتحادیه هنرمندان ارمنستان: انجمن بین‌المللی طراحان و از سال ۲۰۱۴ عضو اتحادیه هنرمندان پاریس «les seize anges» بوده‌است.

## جوایز
- ۲۰۱۲ - Award in Marseille Espace Miremont de Plan de Cuques, the magazine's annual contest with the diploma of Concourse annual Pac arts magazine
- ۲۰۱۱ - Letter of gratitude for the active participation of Armenian artists in the State Council of the Republic of Tatarstan
- ۲۰۱۱ Medal for creative contribution of the Russian Armenian Friendship.[۱]